# District d'Inukami
Le district d'Inukami (犬上郡, Inukami-gun) est un district situé dans la préfecture de Shiga, au Japon.

## Géographie

### Démographie
Au 1er décembre 2014, la population du district d'Inukami était de 22 149 habitants répartis sur une superficie de 157,37 km2.

### Divisions administratives
le district d'Inukami est composé de trois bourgs : Kōra, Taga et Toyosato.